# Paul Humphrey
Paul Nelson Humphrey (12. oktober 1935 i Detroit Michigan USA) er en amerikansk jazz og funktrommeslager. Humphrey er nok mest kendt fra Lawrence Welks orkester og tvprogram fra 1976-1982. 
Han var studiemusiker op igennem 1960'erne, og har indspillet med bl.a. Wes Montgomery, Charles Mingus, Kai Winding og Lee Konitz. 
Humphrey har lavet et par plader i sit eget navn. Han var også trommeslager på Marvin Gayes plade Let's get it on.
Han har ligeledes indspillet med Frank Zappa, Stan Kenton, Steely Dan, Jimmy Smith, The Four Tops, Quincy Jones, Natalie Cole og Dusty Springfield.

## Diskografi
- Me and My Drums
- America Wake Up
- Detroit b/w Cool Aid
- Paul Humphrey Sextet

## Eksterne kilder og henvisninger
- Biografi